# جان وینچنتسو پینلی
جان وینچنتسو پینلی (ایتالیایی: Gian Vincenzo Pinelli؛ ‏ ۱۵۳۵ – ۳۱ اوت ۱۶۰۱) گیاه‌شناس، انسان‌گرای و دانشمند اهل ایتالیا و مربی و آموزگار گالیلئو گالیله بود. یکی از سرده‌های گل‌شیپوریان به نام پینلیا به افتخار او نامگذاری شده‌است.
وی یکی از بزرگترین کتاب‌بازها و مجموعه‌داران کتاب بود، به‌نحوی که وقتی کتاب‌هایش را برای انتقال به کتابخانه آمبروزیانا جمع‌آوری نمودند، بیش از ۷۰ جعبه کتاب شد.